# Toulel
Toulel (en arabe : تولل) est une commune rurale du sud de la Mauritanie, située dans le département de Maghama de la région de Gorgol.

## Géographie
La commune de Toulel est située au sud dans la région de Gorgol et elle s'étend sur 317 km2.
Elle est délimitée au nord par les communes de Maghama et de Vréa Litama, à l’est par les communes d'Arr et de Wompou, au sud par la commune de Sagné, à l'ouest par les communes de Wali Djantang et de Daw.

## Histoire
Toulel a été érigée en commune par l'ordonnance du 20 octobre 1987 instituant les communes de Mauritanie.

## Démographie
Lors du Recensement général de la population et de l'habitat (RGPH) de 2000, Toulel comptait 6 094 habitants.
Lors du RGPH de 2013, la commune en comptait 8 604, soit une croissance annuelle de 2,8 % sur 13 ans.

## Économie
L'agriculture est au centre de l'économie de Toulel, comme quasiment toutes les communes de la région. Mais cette économie est fragile car elle rencontre des obstacles à son développement, notamment les conditions climatiques ou le manque de moyens des agriculteurs. Pour faire face à ces obstacles, l'état ou différentes ONG financent des projets qui améliorent les conditions de vie des habitants.

## Aide humanitaire
L'association ASEPT (Association pour la Solidarité, l’Eveil et le Progrès de Toulel) est une association de jeunes de Toulel qui organise des actions pour aider la commune de Toulel dans de nombreux domaines tels que l'éducation et la santé.